# Boson l'Ancien
Pour les articles homonymes, voir Boson (homonymie).
Boson l'Ancien, aussi appelé Boson le Vieux, (c. 800 – av. 855) est le fondateur du lignage des Bosonides, dynastie de la noblesse franque ainsi nommée parce que plusieurs de ses membres se prénomment Boson. Les Bosonides constituent la première maison de Bourgogne.

## Biographie
Boson de Bourgogne aurait été comte en Bourgogne, en Arles et en Italie. Il serait né autour de l'an 800, mais on ne connaît pas ses parents.
René Poupardin pense qu'il s'agit du comte italien de même nom, qui en 826 reçoit de Louis le Pieux des biens situés à Bielle dans le comté de Verceil. L'année suivante, Boson intervient comme missus dans un plaid à Turin concernant les moines de l'abbaye de la Novalaise.
Selon  respectivement la FMG ou Pierre Riché, Boson meurt avant 855 ou cette année-là, car à cette date sa fille Teutberge est passée sous la tutelle de son frère Hucbert.

## Généalogie
La Foundation for Medieval Genealogy (FMG) précise que le nom de sa femme est lui aussi inconnu, mais on trouve parfois cité celui d'Engeltrude. Quoi qu'il en soit Boson se serait marié vers 825 et les historiens s'accordent sur trois de ses enfants :
- Boson (820/825 - 874/878) qui pourrait être le Boson mari d’Engeltrude (Engiltrudis), fille de Matfrid, comte d'Orléans ; il fit partie de l'entourage de Louis II d'Italie[5] et il aurait été « comte en Italie »[4]. René Poupardin ajoute que Boson aurait eu des « infortunes conjugales qui préoccupèrent pendant une dizaine d'années les papes et les conciles[2] » ;
- Hucbert (c. 830 - tué à la bataille de l'Orbe en 864/866), comte de Bourgogne Transjurane et abbé laïc de Saint-Maurice en Valais ;
- Teutberga (c. 835–862 ? /av. 875), épouse de Lothaire II ;
- une autre fille que René Poupardin nomme Richilde[2], probablement à tort, qui épouse Bivin, abbé laïc de Gorze, fils du comte d’Amiens Richard. Bivin serait ainsi l’arrière petit fils de Jérôme, lui même demi-frère adultérin de Pépin le bref.

## Sources et bibliographie
- René Poupardin, Le Royaume de Provence sous les Carolingiens, É. Bouillon Paris, 1901 ici et Marseille 1974 (réédition 1901).
- Pierre Riché - Les Carolingiens, une famille qui fit l'Europe - Hachette littérature, Paris, 1997 (1re édition 1983) -  (ISBN 2012788513).
- Christian Settipani - La Préhistoire des Capétiens, Première Partie: Mérovingiens, Carolingiens et Robertiens.
- Foundation for Medieval Genealogy.